# Vidre Tiffany

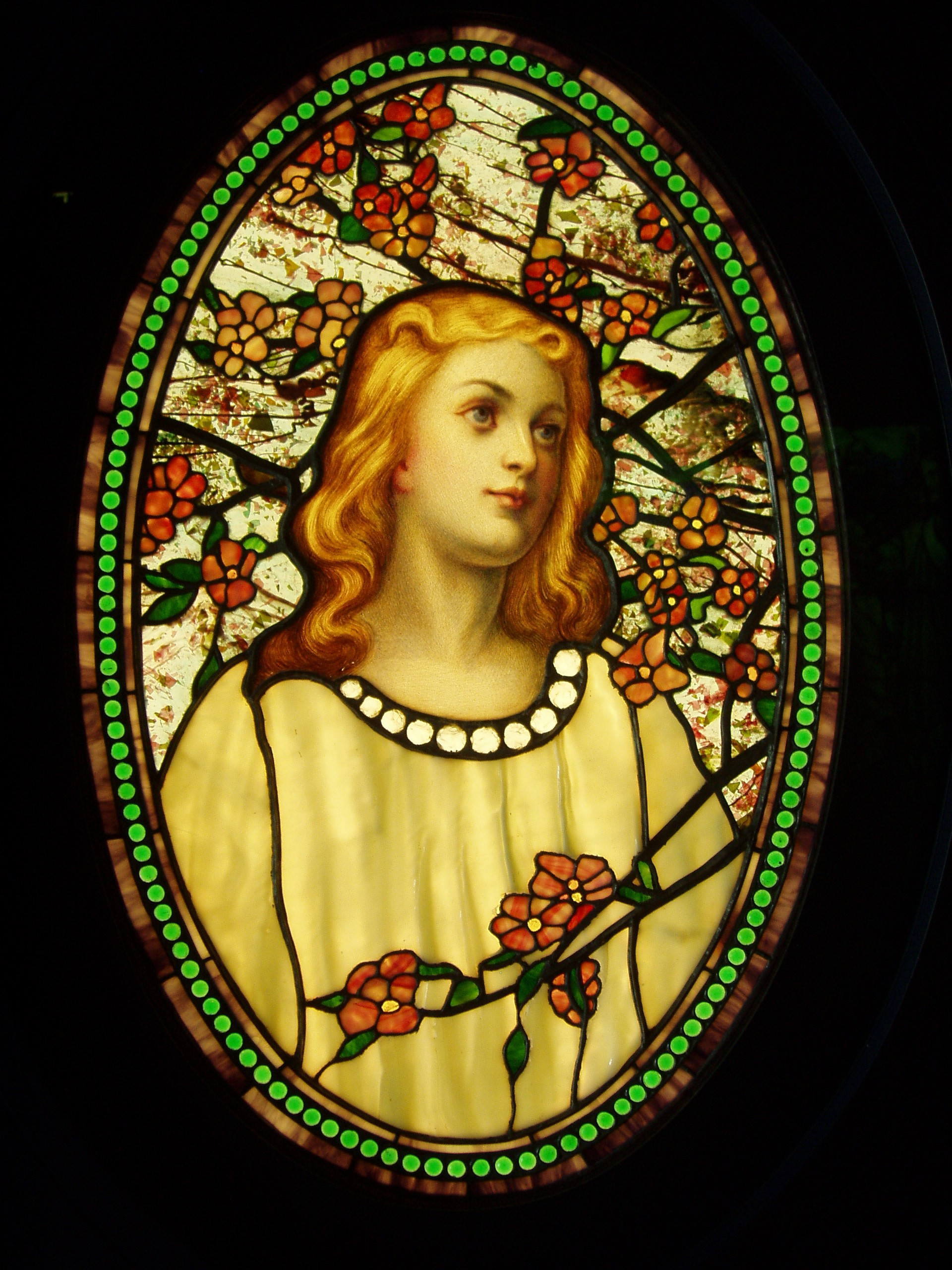
Noia amb Flors de Cirerer il·lustra molts tipus de vidre emprat per Tiffany inclòs l'elaborada policromia de la cara, vidre cortina per al vestit, vidre opalescent per les flors, vidre estriat als límits, vidre vetat-fracturat en el fons i què poden ser vidre iridescent en les peces rodones.

El Vidre Tiffany es refereix al molts i diversos tipus de vidre desenvolupats i produïts entre 1878 i 1933 per la Tiffany Studios, per Louis Comfort Tiffany i un equip de dissenyadors, incloent Clara Driscoll.
El 1865, Tiffany va viatjar a Europa, i a Londres va visitar el Victòria i Albert Museum, amb una extensa col·lecció de vidre romà i sirià que li va produir una profunda impressió. Es va admirar amb la coloració del vidre medieval i estava convençut que la qualitat del vidre contemporani es podria millorar. En paraules seves, els "tons rics són causats en part per l'ús de metall blanc ple d'impureses, i en part pel gruix desigual del vidre, però encara més perquè el vitraller s'abstingui de fer servir pintura".
Tiffany va ser un dissenyador d'interior, i dins 1878 el seu interès girat cap a la creació del vitrall, quan va obrir el seu estudi propi i foneria de vidre perquè sigui incapaç de trobar els tipus de vidre que va desitjar dins decoració d'interior. La seva inventiva tots dos com a dissenyador de finestres i com a productor del material amb quin per crear-los era per esdevenir famós. Tiffany va voler el vidre ell per transmetre textura i els colors rics i ell van desenvolupar un tipus de vidre va cridar Favrile.

## Tipus

### Vidre opalescent
El terme "vidre opalescent" és generalment utilitzat per descriure vidre amb més d'un color, fusionat durant la fabricació, a diferència del vidre centellejat en què els dos colors poden ser laminats, o amb vidre platejat per aplicació d'una solució superficial de nitrat d'argent, virant el vidre vermell a taronja i el blau a verd. El vidre opalescent va ser utilitzat per diversos tallers de vitralls a l'Anglaterra dels 1860 i 1870 en endavant, notablement Heaton, Butler i Bayne. El vidre és la base per la gamma de peces creades per Tiffany.

### Vidrefavrile
Tiffany va patentar el favrile el 1892. El vidre favrile sovint té una característica comuna amb alguns vidres de l'antiguitat clàssica: posseeix una iridescència superficial. Aquesta iridescència causa alhora una brillantor i un grau d'opacitat. Aquest efecte iridescent del vidre va ser obtingut en barrejar vidre de diferents colors en calent.

Segons Tiffany:
"El vidre favrile es distingeix pels colors brillants o de tons profunds, normalment iridescent com les ales de les papallones americanes, els colls de coloms i paons, les cobertes d'ala de certs escarabats."

### Vidre vetat
El vidre vetat està format per un patró de vetes fetes de vidre i fixades sobre la seva superfície d'un vidre fos. Tiffany va fer ús d'aquesta textura per representar, per exemple, branquetes i herba.
Les vetes utilitzades han de ser preparades a partir de pasta de vidre a alta temperatura. Es posen a l'extrem d'un puntill i es mou ràpidament a un costat i un altre per a aconseguir vetes de vidre llargues i fines que ràpidament es refreden i solidifiquen. Aquests fins fils de vidre estirats a mà es pressionen sobre la superfície fosa durant el procés de laminat, i es fusionen de forma permanent..

### Vidre fracturat
El vidre fracturat es refereix a una làmina de vidre amb un patró de forma irregular format per oblies de vidre primes que es fixen a la seva superfície. Tiffany va fer ús d'aquest vidre amb textura per representar, per exemple, fullatge vist a distància.
Les oblies de vidre irregulars, anomenades fractures, es preparen amb pasta de vidre fos de color, molt calent, col·locat en un bufador. Es bufa amb força formant una gran bombolla i fins que les seves parets són molt primes, es refreda i s'endureix. La paret, fina com el paper, es trenca en fragments. Aquests fragments de bufat a mà són pressionats sobre la superfície del full de vidre fos durant el procés de laminació, quedant fusionats de forma permanent.

### Vidre vetat-fracturat
El vidre vetat-fracturat consisteix en un full de vidre amb un patró mixt de vetes de vidre i un patró irregular d'oblies de vidre prim, fixat a la seva superfície. Tiffany va fer ús d'aquesta textura de vidre per representar, per exemple, branquetes o herba, i fullatge vist a distància.
El procés és una combinació dels dos anteriors incorporant fils i oblies de vidre, ja freds, a la pasta de vidre calenta durant el procés de laminació.

### Vidre clapejat
Vidre clapejat s'aplica al vidre pla amb un clapejat format per elements opacs, localitzats i tractats tèrmicament situats en el procés de creixement del vidre. El vidre clapejat va ser inventat per Tiffany al segle xx. És un estil distintiu de Tiffany que obtenia gerros de vidre que contenien una varietat de motius sovint extrets de detalls pintats en els quals es basava.
Quan el taller de Tiffany va tancar el 1928, la fórmula secreta per fer aquest tipus de vidre va ser oblidada i es va perdre. Aquesta tècnica va ser redescoberta a finals dels anys 1960 per Eric Lovell d'Uboros Glass, a Portland. Tradicionalment utilitzat per a detalls orgànics en fulles i altres elements naturals, el vidre clapejat també ha trobat un lloc en obres contemporànies quan es vol obtenir patrons abstractes.

### Vidre estriat
El vidre estriat és aquell que té una textura amb marcades ones a la superfície. Tiffany va fer ús d'aquest tipus de vidre per representar, per exemple, aigua o venes de fulla.
La textura es crea durant el procés de formació del full de vidre. Es forma un full de pasta de vidre amb un corró que gira sobre ell mateix mentre es desplaça endavant. Normalment el corró gira a la mateixa velocitat que la del desplaçament, molt similar a una piconadora aplanament asfalt, aconseguint una làmina resultant de superfície llisa. En la fabricació de vidre ondulat, el corró gira més de pressa que el seu propi moviment cap endavant. Les ondulacions aconseguides es mantenen quan el vidre es refreda.

### Vidre cortina
El vidre cortina és aquell que està plegat fortament i que simula plecs de teixit. Tiffany va fer un ús abundant del vidre cortina en les finestres emplomades d'esglésies per afegir un efecte tridimensional de robes i ales d'àngel flotant, i per imitar amb naturalitat els pètals de magnòlia.
Per produir aquest vidre cal habilitat i experiència. Un corró de mà de petit diàmetre es passa amb força sobre d'un full de pasta de vidre per produir ones pesades, que es dobleguen plegant tot el full. Les ones es tornen rígides i permanent quan el vidre es refreda. Cada full produït a partir d'aquest procés artesanal és únic.
Mostra en museus
- Neustadt Col·lecció de Tiffany Vidre, Ciutat d'Illa Llarga, Nova York[5]
- Haworth Galeria d'art, Accrington, Anglaterra[6]
- Charles Hosmer Museu de Morse d'Art americà, Parc d'Hivern, Florida[7]
- Virginia Museu de Belles Arts, Richmond, Virgínia[8]
- Newcomb Galeria d'art, Nova Orleans, Louisiana[9]
- Nou-York Societat Històrica, Ciutat de Nova York, Nova York[10]